# Kamienny Most (gromada)
Kamienny Most – dawna gromada, czyli najmniejsza jednostka podziału terytorialnego Polskiej Rzeczypospolitej Ludowej w latach 1954–1972.
Gromady, z gromadzkimi radami narodowymi (GRN) jako organami władzy najniższego stopnia na wsi, funkcjonowały od reformy reorganizującej administrację wiejską przeprowadzonej jesienią 1954 do momentu ich zniesienia z dniem 1 stycznia 1973, tym samym wypierając organizację gminną w latach 1954–1972.
Gromadę Kamienny Most z siedzibą GRN w Kamiennym Moście utworzono – jako jedną z 8759 gromad na obszarze Polski – w powiecie stargardzkim w woj. szczecińskim na mocy uchwały nr V/50/54 WRN w Szczecinie z dnia 5 października 1954. W skład jednostki weszły obszary dotychczasowych gromad Lublino i Ścienne, ponadto miejscowość Sadlino z dotychczasowej gromady Wieleń Pomorski oraz miejscowości Starzyce i Miałka z dotychczasowej gromady Długie – ze zniesionej gminy Długie w tymże powiecie. Dla gromady ustalono 9 członków gromadzkiej rady narodowej.
1 stycznia 1962 gromadę zniesiono, a jej obszar włączono do gromad Chociwel (miejscowości Pieczonka, Sątyrz, Kamionka, Kamionny Most i Lublino), Długie (miejscowość Starzyce) i nowo utworzonej Ińsko (miejscowości Lubomyśl, Kleszcze, Pogórze, Ostrowie, Ostrowitko, Miałka i Ścienne) w tymże powiecie.